# Obersulzbach (Lehrberg)
Obersulzbach (fränkisch Sultsba) ist ein Gemeindeteil des Marktes Lehrberg im Landkreis Ansbach (Mittelfranken, Bayern). Die Gemarkung Obersulzbach hat eine Fläche von 9,669 km². Sie ist in 736 Flurstücke aufgeteilt, die eine durchschnittliche Fläche von 13.136,71 m² haben. In ihr liegen neben dem namensgebenden Ort die Gemeindeteile Berndorf, Birkach und Untersulzbach.

## Geografie
Das Pfarrdorf liegt am Sulzbach, einem rechten Zufluss der Fränkischen Rezat. Im Süden grenzt das Heiligenholz an, 0,5 km östlich liegt das Waldgebiet Kleiner Lenker, 1 km nördlich liegt das Waldgebiet Eberstall mit dem Deutschen Bühl (528 m ü. NHN).
Durch Obersulzbach verläuft die Kreisstraße AN 2, die nach Unterhegenau (1,5 km westlich) bzw. nach Untersulzbach führt (1,7 km östlich). Eine Gemeindeverbindungsstraße führt die Bundesstraße 13 kreuzend nach Hohenau (2,5 km nordöstlich). Eine weitere Gemeindeverbindungsstraße führt nach Berndorf (0,7 km südlich).

## Geschichte
Der Ort wurde 1169 als „Sulzbach“ erstmals urkundlich erwähnt. Der Ortsname verweist auf den gleichnamigen Bach, der seinen Namen aufgrund seines Salzgehaltes bekam. Laut der Urkunde gelangte der Ort mit vielen weiteren durch Tausch vom Bistum Eichstätt an das Zisterzienserkloster Heilsbronn. Der Bischof Cunrad von Eichstätt hatte über das Benediktinerkloster Herrieden schon größeren Grundbesitz in der Gegend, beispielsweise Lehrberg und Birkach. Nach dem Dreißigjährigen Krieg siedelten sich in dem inzwischen protestantischen Ort zahlreiche Glaubensvertriebene aus Oberösterreich sowie einige aus Niederösterreich an, die wesentlich zum erneuten aufstieg der Gemeinde beitrugen.
Im 16-Punkte-Bericht des Oberamtes Ansbach von 1684 wurden für Obersulzbach 18 Mannschaften verzeichnet. Grundherren waren das Hofkastenamt Ansbach (3), das Stiftsamt Ansbach (6), das Vogtamt Birkenfels (6) und die Pfarrei Obersulzbach (3). Das Hochgericht übte das brandenburg-ansbachische Hofkastenamt Ansbach aus.
Gegen Ende des 18. Jahrhunderts gab es in Obersulzbach 16 Anwesen. Das Hochgericht übte weiterhin das Hofkastenamt Ansbach aus. Die Dorf- und Gemeindeherrschaft hatte das Vogtamt Birkenfels. Alleiniger Grundherr über alle Anwesen war das Fürstentum Ansbach (Hofkastenamt Ansbach: 1 Halbhof, 1 Söldengütlein, 1 Tafernwirtschaft; Stiftsamt Ansbach: 4 Köblergüter, 2 Söldengüter; Vogtamt Birkenfels: 2 Köblergüter, 1 Tafernwirtschaft, 1 Leerhaus; Pfarrei Obersulzbach: 1 Köblergut, 1 Köblergut mit Bräuhaus, 1 Schmied-Söldengütlein). Neben den Anwesen gab es noch kirchliche Gebäude (Kirche, Pfarrgut) und kommunale Gebäude (Hirtenhaus, Brechhaus). Von 1797 bis 1808 unterstand der Ort dem Justiz- und Kammeramt Ansbach.
1806 kam Obersulzbach an das Königreich Bayern. Im Rahmen des Gemeindeedikts wurde 1808 der Steuerdistrikt Obersulzbach gebildet, zu dem Berndorf, Birkach und Untersulzbach gehörten. Die Ruralgemeinde Obersulzbach entstand 1810 und war deckungsgleich mit dem Steuerdistrikt. Sie war in Verwaltung und Gerichtsbarkeit dem Landgericht Leutershausen (1808–1862) zugeordnet und in der Finanzverwaltung dem Rentamt Colmberg (1808–1879).
Am 23. Oktober 1836 beantragte Unterhegenau die Umgemeindung von Binzwangen nach Obersulzbach. Dem wurde stattgegeben unter der Auflage, die dabei entstehenden Kosten von 250 fl. zu übernehmen. Daraufhin zog der Ort seinen Antrag zurück. Ab 1862 gehörte Obersulzbach zum Bezirksamt Ansbach (1939 in Landkreis Ansbach umbenannt), ab 1880 überging die Finanzverwaltung an das Rentamt Ansbach (1919 in Finanzamt Ansbach umbenannt). Die Gerichtsbarkeit blieb beim Landgericht Leutershausen, seit 1880 ist das Amtsgericht Ansbach zuständig. Die Gemeinde hatte 1964 eine Gebietsfläche von 9,690 km². Am 1. Mai 1978 wurde Obersulzbach im Zuge der Gebietsreform in Bayern nach Lehrberg eingemeindet.

### Baudenkmäler
- Evangelisch-lutherische Pfarrkirche St. Maria: Wehrkirche mit dazugehörigen Wehrfriedhof. Turm und Chor stammen noch aus dem 14./15. Jahrhundert, der Saal wurde 1728 errichtet.[18]
- Friedhofsbefestigung aus starker, ursprünglich noch höherer Bruchsteinmauer. Rundbogenportal im Süden; großes Nordportal mit profiliertem Rundbogen und wohl im 18. Jahrhundert aufgetragener Lisenengliederung, ferner mit tiefen Gewänden und breiter Verdachung sowie Anbau nach Osten. Auf dem aufgelassenen Friedhof 10 Grabsteine des 17. bis beginnenden 19. Jahrhunderts[18]
- Schulscheune: Bruchsteinbau mit Walmdach, 18. Jahrhundert[18]
- Pfarrhaus von 1685, zweigeschossig mit Satteldach und späteren Umbauten. Pfarrscheune, Bruchstein mit Walmdach, 18. Jahrhundert[18]

### Bodendenkmäler
In der Gemarkung Obersulzbach gibt es drei Bodendenkmäler.

### Einwohnerentwicklung
Gemeinde Obersulzbach
| Jahr      | 1818   | 1840   | 1852   | 1855   | 1861   | 1867   | 1871   | 1875   | 1880   | 1885   | 1890   | 1895   | 1900   | 1905   | 1910   | 1919   | 1925   | 1933   | 1939   | 1946   | 1950   | 1952   | 1961   | 1970   |
| Einwohner | 295    | 330    | 353    | 351    | 356    | 360    | 359    | 337    | 349    | 348    | 322    | 337    | 315    | 345    | 340    | 338    | 344    | 333    | 294    | 466    | 452    | 411    | 313    | 294    |
| Häuser    | 77     | 74     |        |        |        |        | 66     |        |        | 67     | 69     |        | 68     |        |        |        | 69     |        |        |        | 64     |        | 62     |        |
| Quelle    | [ 20 ] | [ 21 ] | [ 22 ] | [ 22 ] | [ 23 ] | [ 24 ] | [ 25 ] | [ 26 ] | [ 27 ] | [ 28 ] | [ 29 ] | [ 22 ] | [ 30 ] | [ 22 ] | [ 31 ] | [ 22 ] | [ 32 ] | [ 22 ] | [ 22 ] | [ 22 ] | [ 33 ] | [ 22 ] | [ 15 ] | [ 34 ] |

Ort Obersulzbach
| Jahr      | 001818 | 001840 | 001861 | 001871 | 001885 | 001900 | 001925 | 001950 | 001961 | 001970 | 001987 | 002008 |
| Einwohner | 137    | 157    | 180    | 161    | 167    | 152    | 163    | 230    | 158    | 150    | 132    | 130    |
| Häuser    | 28     | 37     |        |        | 33     | 33     | 33     | 31     | 31     |        | 35     |        |
| Quelle    | [ 20 ] | [ 21 ] | [ 23 ] | [ 25 ] | [ 28 ] | [ 30 ] | [ 32 ] | [ 33 ] | [ 15 ] | [ 34 ] | [ 35 ] | [ 1 ]  |

## Religion
Der Ort ist seit der Reformation evangelisch-lutherisch geprägt und Sitz der Pfarrei St. Maria. Die Einwohner römisch-katholischer Konfession sind nach St. Dionysius (Virnsberg) gepfarrt.